# Liardetia boninensis
Liardetia boninensis је пуж из реда Stylommatophora и фамилије Euconulidae.

## Угроженост
Ова врста се сматра рањивом у погледу угрожености врсте од изумирања.

## Распрострањење
Јапан је једино познато природно станиште врсте.

## Станиште
Врста Liardetia boninensis има станиште на копну.